# Lac Wappapello
 (janvier 2016).
Si vous disposez d'ouvrages ou d'articles de référence ou si vous connaissez des sites web de qualité traitant du thème abordé ici, merci de compléter l'article en donnant les références utiles à sa vérifiabilité et en les liant à la section « Notes et références ».
Le lac Wappapello est situé dans l'État du Missouri aux États-Unis. C'est un lac artificiel, de près de 25 km de long et d'une superficie de près de 200 km², sur la Saint Francis, sur le système hydrologique du Mississippi. 

## Histoire
Ce lac fut créé par la construction d'un barrage sur la rivière Saint-Francis en 1941 par le Corps du génie de l'armée des États-Unis. Le projet de construire un barrage fut décidé dans le cadre du "Saint Francis River Project". L'acte décisif fut approuvé dans le "Flood Control Act" le 15 juin 1936. Il s'agissait notamment de réaliser un vaste espace de loisirs, tel qu'il demeure encore actuellement (plage, pêche et nautisme).

## Géographie
La rivière Saint Francis, qui prend sa source dans le comté d'Iron situé sur les montagnes Saint-François des monts Ozarks, passe par ces contreforts montagneux avant d'atteindre ce barrage.

## Étymologie
Le lac Wappapello doit son nom à un chef amérindien de la Nation Shawnee qui chassait dans cette région avec les membres de sa tribu, lors de l'arrivée des premiers pionniers.